# Orfeus-Gruppe

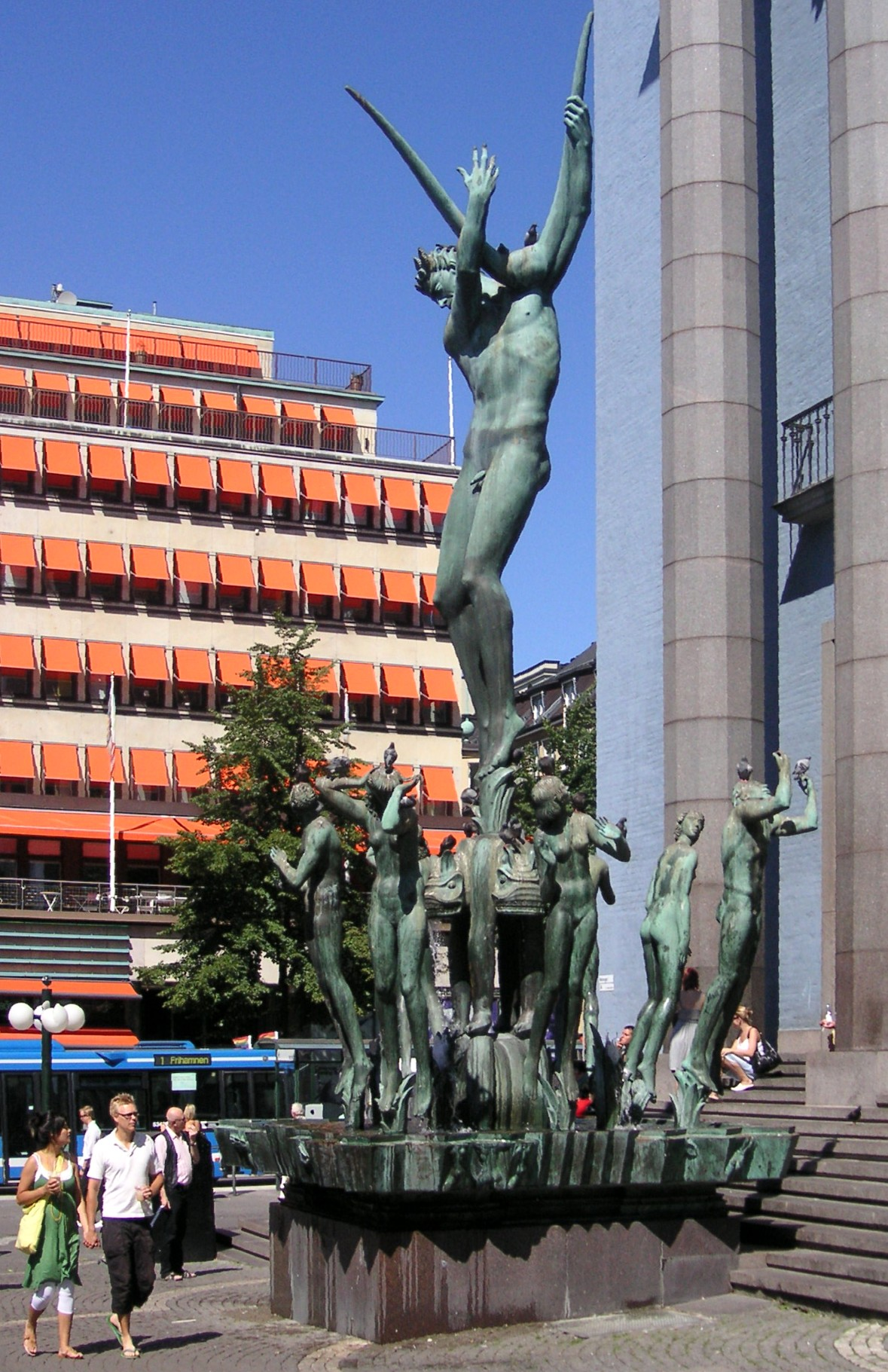
Die Orfeus-Gruppe vor dem Konzerthaus.

Die Orfeus-Gruppe, auch Orfeusbrunnen genannt, ist eine Skulptur des schwedischen Bildhauers Carl Milles, die vor dem Konzerthaus in Stockholm steht. Orpheus war der berühmteste Sänger in der griechischen Mythologie, er repräsentiert die Musikkunst.

## Geschichte

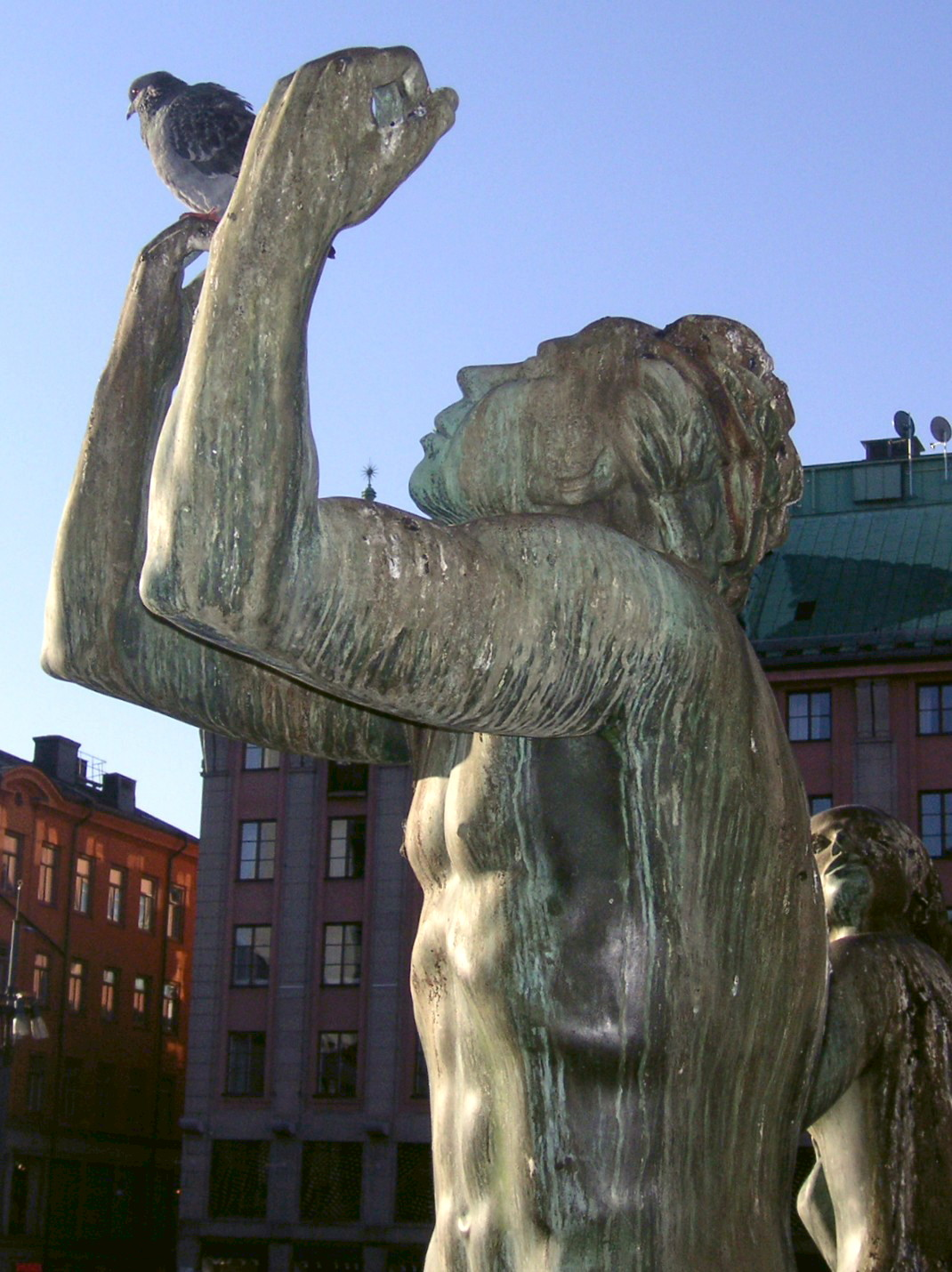
Beethovens Gesichtszüge

Die Orfeus-Gruppe hat, wie viele von Milles’ Werken, eine lange und problematische Geschichte hinter sich und das endgültige Resultat unterscheidet sich wesentlich von dem Vorschlag, den er 1925 bei einem Wettbewerb einreichte. Eine große Skulptur sollte das neue Stockholmer Konzerthaus (Konserthuset) schmücken, das gerade nach den Entwürfen des Architekten Ivar Tengbom gebaut wurde. Milles’ Wettbewerbs-Vorschlag, mit dem Namen „Musiken“ (die Musik), wurde zwar von der Preisjury gewählt, aber die Stadtväter Stockholms konnten sich nicht entscheiden und es sollte neun Jahre dauern, bis ein Beschluss gefasst wurde.
Die erste Skizze zur Orfeus-Gruppe zeigte einen einsamen, überschlanken Jüngling von kolossaler Größe, der Sockel, auf dem er stand, glich, laut böser Zungen, einem Bündel Bananen oder einer Artischocke. Carl Milles’ Kunstwerk wurde mit einem haarfeinen Abstimmungsresultat nach Stockholm gerettet. Der positive Beschluss der Stadt kam endlich 1935 und hatte nur eine Stimme Mehrheit, die außerdem versehentlich für Milles abgegeben worden war. Erst nun begann Milles ernsthaft an seiner Skulptur zu arbeiten und das Endresultat war ein ganz anderes, als das, dem die Stadtväter ihre Stimmen gegeben hatten, auch das war typisch für Milles.
Milles veränderte die gesamte Komposition, indem er acht männliche und weibliche Gestalten um Orfeus schweben ließ. Der männlichen Figur, die verzweifelt die Hände zum Himmel erhebt, gab er die Gesichtszüge Beethovens. Das war kein Zufall, Beethoven war für Milles das Symbol des großen, leidenden Künstlergenies, das er selbst gerne sein wollte. Als die neun Figuren des Orfeusbrunnens als skulpturelles Gegenstück zu Beethovens 9. Sinfonie gedeutet wurden, war Milles höchst entzückt.
Der Architekt des Konzerthauses, Ivar Tengbom, war von Anfang an begeistert von Milles’ Vorschlag. Aus Briefen an Tengbom geht hervor, wie sorgfältig Milles arbeitete, um die Orfeus-Gruppe architektonisch an das dahinter liegende Konzerthaus anzupassen. Tengbom und Milles hatten auch später noch verschiedene gemeinsame Projekte.

## Bilder

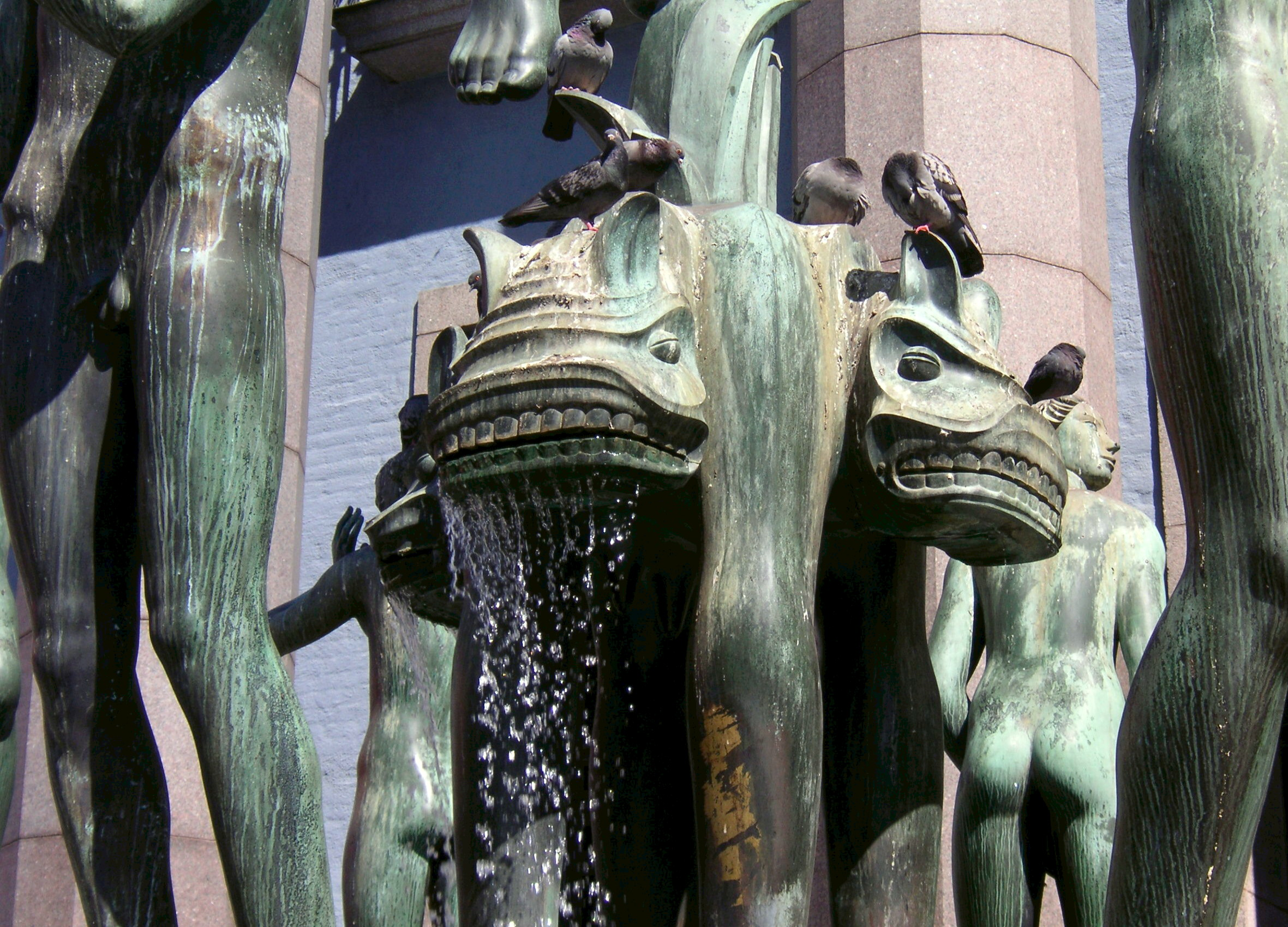
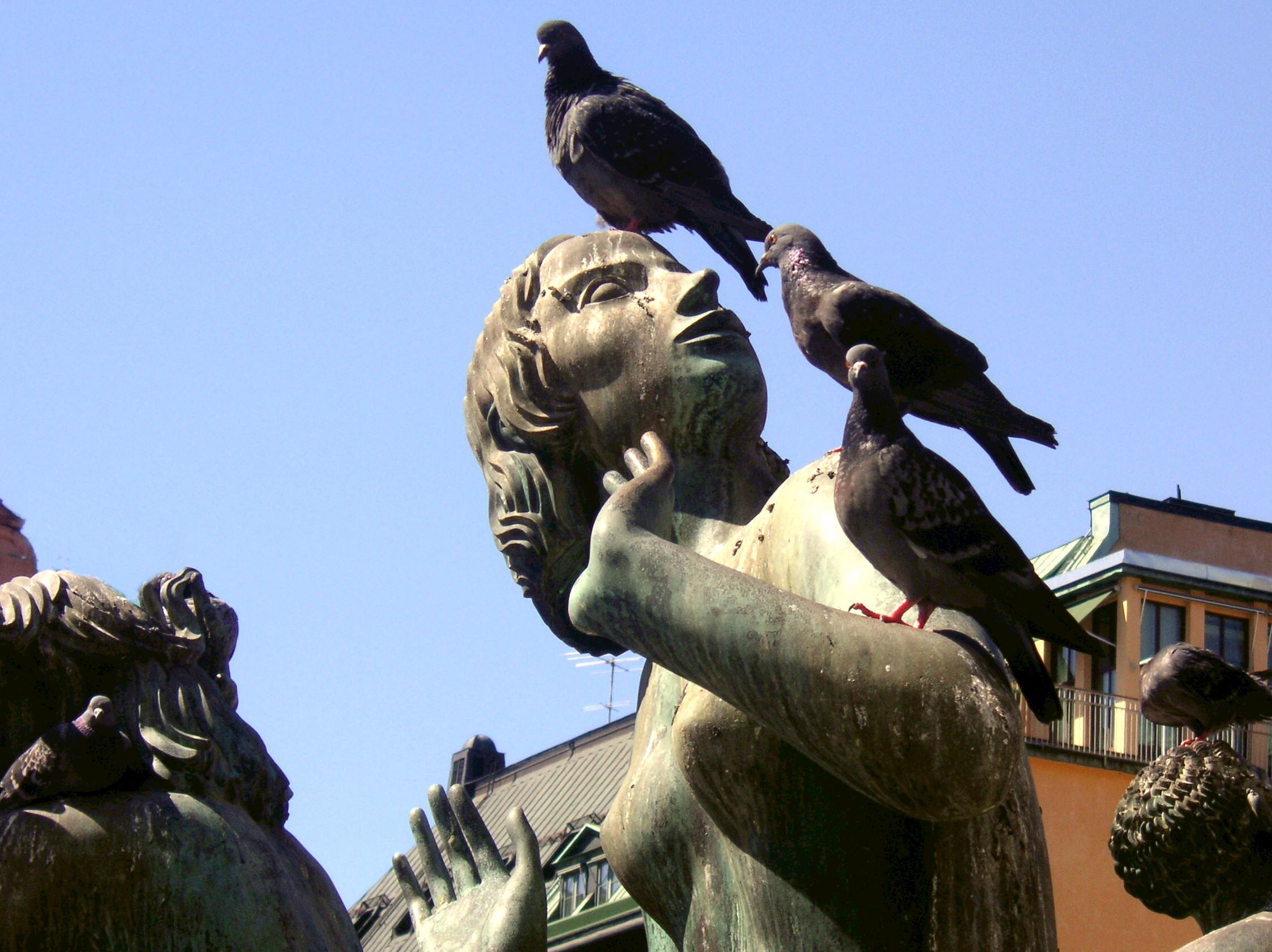
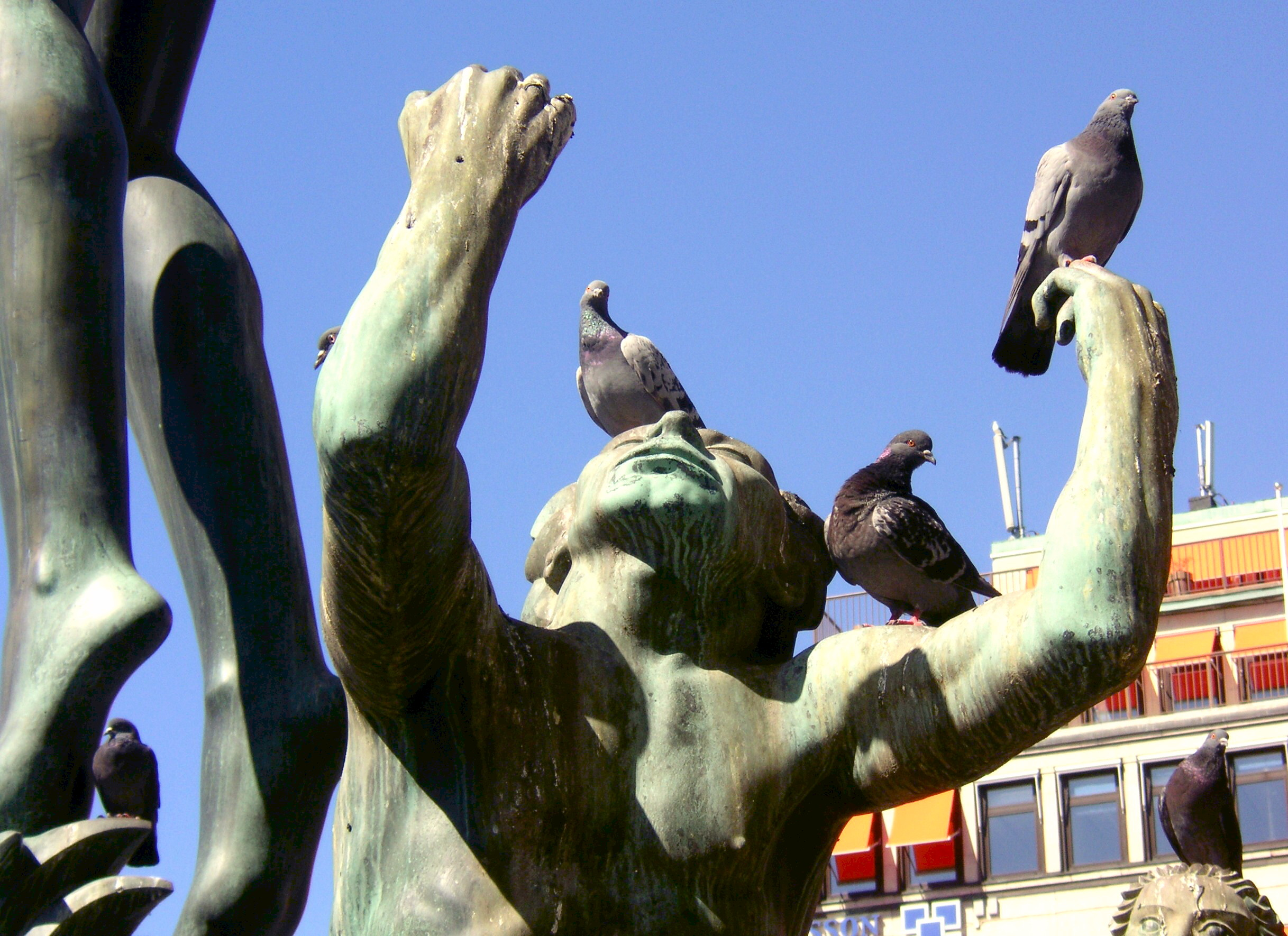
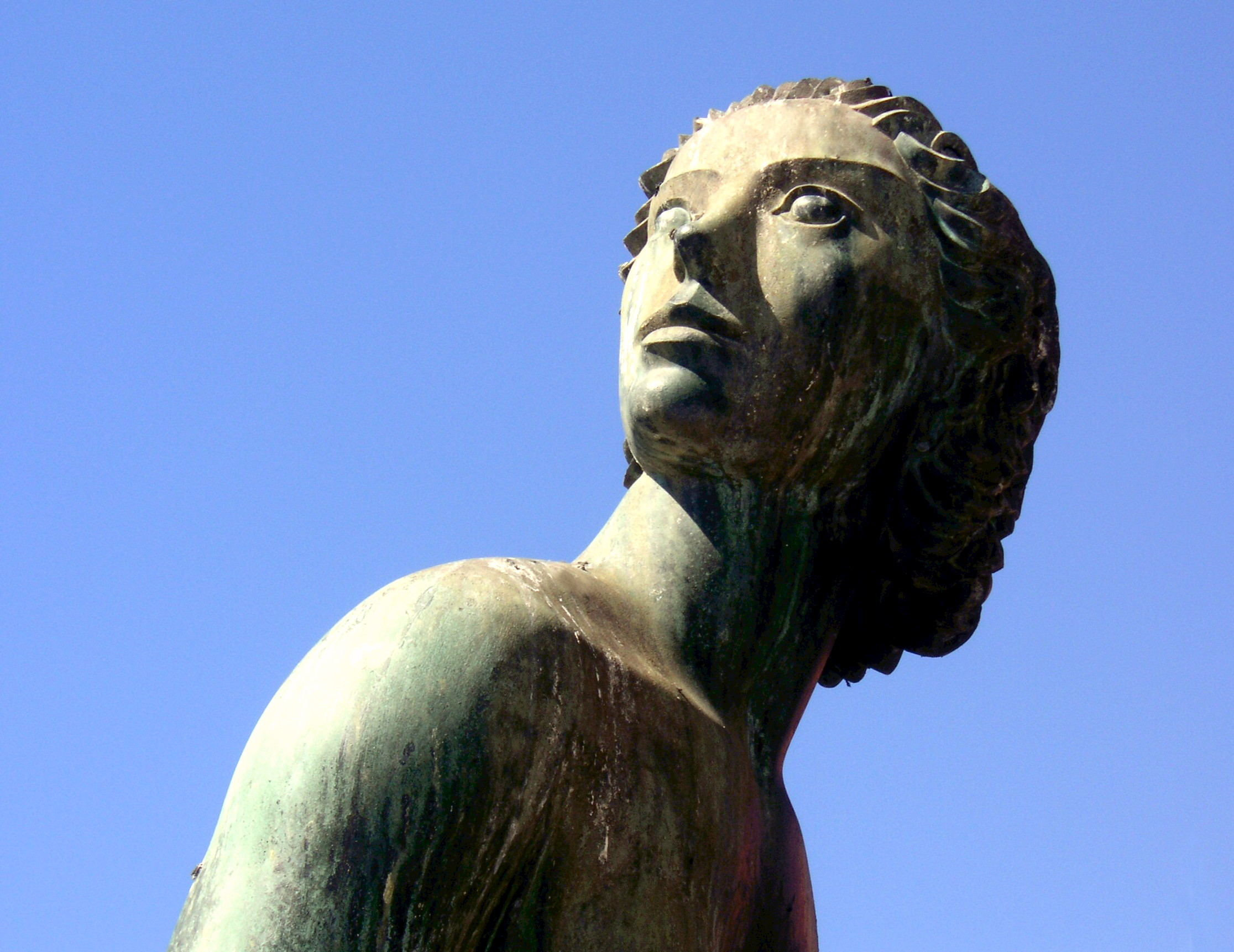

Einige Detailbilder der Gruppe: